# Eudarcia vacriensis
Eudarcia vacriensis är en fjärilsart som beskrevs av Parenti 1964. Eudarcia vacriensis ingår i släktet Eudarcia och familjen äkta malar.
Artens utbredningsområde är Italien. Inga underarter finns listade i Catalogue of Life.